# Brachypalpoides lentus
Espèce
Brachypalpoides lentus est une espèce d'insectes diptères brachycères de la famille des Syrphidae, de la sous-famille des Eristalinae, de la tribu des Xylotini.

## Description
Ce syrphe au corps long de 9 à 12 mm, présente un abdomen très aplati, approximativement rectangulaire, rouge, terminé par une zone noire ; la tête, le thorax et les pattes sont noirs ; les fémurs de la 3e paire de pattes sont renflés, bordés de courts poils blancs.

## Distribution
Europe occidentale où il n'est pas très commun.

## Biologie
Les adultes volent de mai à août dans des régions boisées de chênes (Quercus), les larves vivent dans le bois pourri.